# フジテレビ水曜夜8時枠時代劇
フジテレビ水曜夜8時枠時代劇は、かつてフジテレビ系列で水曜20:00 - 20:54（JST）に設けられていた時代劇専門放送枠である。ここではこの放送枠が現代劇から転換された後の、1989年4月から2000年3月までの約11年間の作品を取り上げる。

## 概要
この枠は1966 - 1984年まで18年近く放送された『銭形平次』（大川橋蔵版）終了とともに時代劇枠でなくなり、一時は現代劇を放送していた時代もあった。当時は並行して関西テレビも時代劇を放送していたが、そちらも現代劇に置き換えられた（そして火9ドラマを経て、現在の月10ドラマに至る）。それから暫くフジテレビはレギュラー時代劇枠を持たなかったが、1989年4月より、前述の通り現代劇枠となっていた水曜夜8時枠をレギュラー時代劇枠として復活させることになった。
本枠の代表作として『鬼平犯科帳』（二代目中村吉右衛門版）、『銭形平次』（北大路欣也主演によるリメイク版）が挙げられる。
野球中継（主にヤクルト-巨人戦）で枠を返上することが少なくなかった。また、Jリーグなどのサッカー中継で枠を返上することが年に数回あった。
その後、視聴者の要望が高かったためか、1年後の2001年4月より『火曜時代劇』という形で時代劇枠再開、本枠で放送された作品も引き継がれ、2004年3月まで放送された。現在、フジテレビでは時代劇のレギュラー番組こそ無いものの（ただし、『大奥』は例外）、年に数回ほど2時間枠の単発時代劇作品が放送されている。

## 作品リスト
過去作品の集中再放送期間（いわゆる「傑作選」シリーズ）は除外した。
- 1989年04月 - 1989年06月 : 女ねずみ小僧（大地真央版）
- 1989年07月 - 1990年02月 : 鬼平犯科帳（二代目中村吉右衛門版第1シリーズ）
- 1990年02月 - 1990年06月 : お江戸捕物日記 照姫七変化（単独作）
- 1990年06月 - 1990年09月 : 神谷玄次郎捕物控（単独作）
- 1990年10月 - 1991年03月 : 鬼平犯科帳（二代目中村吉右衛門版第2シリーズ）
- 1991年04月 - 1991年05月 : 岡っ引どぶ（田中邦衛版）
- 1991年05月 - 1991年10月 : 銭形平次（北大路欣也版第1シリーズ）
- 1991年10月 - 1991年11月 : 仕掛人・藤枝梅安（渡辺謙版）
- 1991年11月 - 1992年05月 : 鬼平犯科帳（二代目中村吉右衛門版第3シリーズ）
- 1992年05月 - 1992年06月 : 風車の浜吉捕物綴（仲代達矢版）
- 1992年07月 - 1992年11月 : 銭形平次（北大路欣也版第2シリーズ）
- 1992年12月 - 1993年05月 : 鬼平犯科帳（二代目中村吉右衛門版第4シリーズ）
- 1993年05月 - 1993年11月 : 銭形平次（北大路欣也版第3シリーズ）
- 1993年11月 - 1994年03月 : 八丁堀捕物ばなし（第1シリーズ）
- 1994年03月 - 1994年07月 : 鬼平犯科帳（二代目中村吉右衛門版第5シリーズ）
- 1994年07月 - 1994年12月 : 銭形平次（北大路欣也版第4シリーズ）
- 1995年01月 - 1995年03月 : 御家人斬九郎（第1シリーズ）
- 1995年03月 - 1995年07月 : 銭形平次（北大路欣也版第5シリーズ）
- 1995年07月 - 1995年11月 : 鬼平犯科帳（二代目中村吉右衛門版第6シリーズ）
- 1995年12月 - 1996年03月 : 雲霧仁左衛門（山崎努版）
- 1996年04月 - 1996年08月 : 八丁堀捕物ばなし（第2シリーズ）
- 1996年08月 - 1996年09月 : 鬼平犯科帳（二代目中村吉右衛門版新作スペシャル時代劇）
- 1996年10月 - 1996年12月 : 忠臣蔵（北大路欣也版）
- 1997年01月 - 1997年03月 : 御家人斬九郎（第2シリーズ）
- 1997年04月 - 1997年07月 : 鬼平犯科帳（二代目中村吉右衛門版第7シリーズ）
- 1997年07月 - 1997年09月 : 銭形平次（北大路欣也版第6シリーズ）
- 1997年10月 - 1998年01月 : 御家人斬九郎（第3シリーズ）
- 1998年01月 - 1998年02月 : 銭形平次ファイナル（北大路欣也版第7シリーズ）
- 1998年04月 - 1998年06月 : さらば鬼平犯科帳（二代目中村吉右衛門版鬼平犯科帳の第8シリーズ）
- 1998年06月 - 1998年09月 : 隠密奉行朝比奈（第1シリーズ）
- 1998年10月 - 1998年12月 : 剣客商売（藤田まこと版第1シリーズ）
- 1999年01月 - 1999年03月 : 御家人斬九郎（第4シリーズ）
- 1999年04月 - 1999年06月 : 髪結い伊三次（単独作）
- 1999年06月 - 1999年10月 : 隠密奉行朝比奈（第2シリーズ）
- 1999年11月 - 1999年11月 : 八丁堀捕物ばなし（特別編）
- 1999年12月 - 2000年03月 : 剣客商売（藤田まこと版第2シリーズ）

| フジテレビ系列 水曜20:00枠                                                        | フジテレビ系列 水曜20:00枠                                    | フジテレビ系列 水曜20:00枠                                                        |
| 前番組                                                                            | 番組名                                                        | 次番組                                                                            |
| --------------------------------------------------------------------------------- | ------------------------------------------------------------- | --------------------------------------------------------------------------------- |
| フジテレビ水曜8時枠の連続ドラマ こまらせないで! （1989年1月11日 - 1989年3月22日） | フジテレビ水曜夜8時枠時代劇 （1989年4月12日 - 2000年3月15日） | 力の限りゴーゴゴー!! （2000年4月12日 - 2001年3月14日） ※水曜19:30枠から移動・拡大 |

## 参考：以前の水曜夜8時枠時代劇
参考までに、これ以前にこの時間帯に放送されていた時代劇を紹介する。

### 第1期
- 1965.1 - 1965.3 : 剣は知っていた - 放送枠は20:00 - 20:56。

### 第2期
- 1966.5 - 1984.4 : 銭形平次（大川橋蔵版） - 1973年10月より20:00 - 20:55、1975年10月より20:00 - 20:54に変更。